# 반스키 드보리

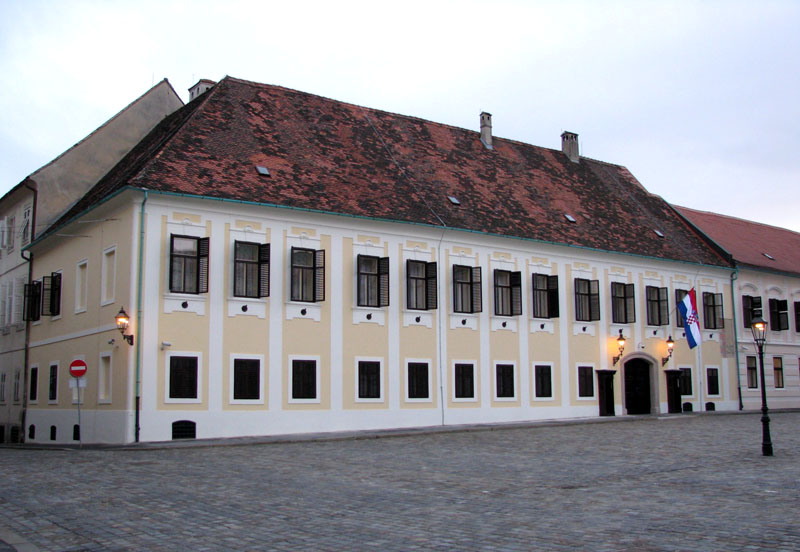
반스키 드보리

반스키 드보리(크로아티아어: Banski dvori)는 크로아티아 자그레브 성 마르카 광장에 위치한 역사적 건물이다. 원래는 총독이 거주하던 건물이였으나, 현재는 정부 건물로 사용되고 있다.